# 山口県道60号橘東和線
山口県道60号橘東和線（やまぐちけんどう60ごう たちばなとうわせん）は、山口県大島郡周防大島町を通る県道（主要地方道）である。

## 概要
山口県大島郡周防大島町伊保田から大島郡周防大島町東安下庄に至る。以前は通行不能区間が存在し、この区間を迂回する形で2004年（平成16年）12月に海岸沿いに周防大島町道片添和佐線が開通した。これにより屋代島（周防大島）を一周する道路となった。
未改良区間が多く残っており、場所によっては車両1台分の道幅の区間もある。また、通行不能区間においては幅員1.0m未満の標識がある。

### 路線データ
- 起点：山口県大島郡周防大島町伊保田（国道437号・山口県道351号油田港線交点）
- 終点：山口県大島郡周防大島町東安下庄（ひがしあげのしょう）（山口県道4号大島環状線交点）
- 通行不能区間：大島郡周防大島町和佐 - 大島郡周防大島町森間（国土地理院の標準地図において、幅員1m未満の徒歩道として表現されている。）

※これとは別に大島郡周防大島町平野に支線がある。

## 歴史
- 1983年2月8日 - 山口県告示第120号により認定される。前身は山口県道107号伊保田橘線の一部。
- 1993年（平成5年）5月11日 - 建設省から、県道橘東和線が橘東和線として主要地方道に指定される[1]。
- 2004年10月1日 - 大島郡の全4町が対等合併して大島郡周防大島町が成立したことに伴い全区間が大島郡周防大島町域を通る路線になる。

## 路線状況

### 重複区間
- 山口県道108号地家室白木港線（大島郡周防大島町外入 地内）

## 地理

### 通過する自治体
- 大島郡周防大島町

### 交差する道路
- 国道437号・山口県道351号油田港線（大島郡周防大島町伊保田、起点）
- 山口県道60号橘東和線 支線（大島郡周防大島町小泊）
未供用区間
- 山口県道362号白木漁港佐連線（大島郡周防大島町地家室）
- 山口県道108号地家室白木港線（大島郡周防大島町地家室）
- 山口県道108号地家室白木港線（大島郡周防大島町外入〔とのにゅう〕）
- 山口県道108号地家室白木港線（大島郡周防大島町外入）
- 山口県道4号大島環状線（大島郡周防大島町東安下庄、終点）

支線
- 山口県道60号橘東和線（大島郡周防大島町小泊）
- 国道437号（大島郡周防大島町平野）

### 沿線にある施設など
- 周防大島町役場 油田出張所
- 周防大島町役場 東和庁舎
- 周防大島町役場 白木出張所
- 片添ヶ浜海浜公園（海水浴場・キャンプ場）
- 立岩海水浴場・立岩ヶ浜キャンプ場